# Claude Chevalley
Claude Chevalley (Joanesburgo, 11 de fevereiro de 1909 – Paris, 28 de junho de 1984) foi um matemático francês. Contribuiu para a teoria dos números, geometria algébrica, teoria dos corpos de classes, teoria dos grupos finitos e teoria dos grupos algébricos. Foi membro fundador do grupo Nicolas Bourbaki.

## Vida
Seu pai foi um diplomata francês que, junto com sua mulher Marguerite, escreveu o The Concise Oxford French Dictionary. Chevalley obteve a graduação na Escola Normal Superior de Paris em 1929, onde foi aluno de Charles Émile Picard. Estudou em seguida na Universidade de Hamburgo, aluno de Emil Artin, e na Universidade de Marburgo, aluno de Helmut Hasse. Na Alemanha Chevalley teve conhecimento da matemática no Japão através de Shokichi Iyanaga. Chevalley obteve um doutorado em 1933 na Universidade de Paris com uma tese sobre teoria dos corpos de classes.

## Publicações selecionadas
- 1936. L'Arithmetique dans les Algèbres de Matrices. Hermann, Paris.[2]
- 1940. "La théorie du corps de classes," Annals of Mathematics 41: 394–418.
- 1946. Theory of Lie groups. Princeton University Press.[3]
- 1951. "Théorie des groupes de Lie, tome II, Groupes algébriques", Hermann, Paris.
- 1951. Introduction to the theory of algebraic functions of one variable, A.M.S.  Math. Surveys VI.[4]
- 1954. The algebraic theory of spinors, Columbia Univ. Press;[5] new edition, Springer-Verlag, 1997.
- 1953-1954. Class field theory, Nagoya Univ.
- 1955. "Théorie des groupes de Lie, tome III, Théorèmes généraux sur les algèbres de Lie", Hermann, Paris.
- 1955, "Sur certains groupes simples," Tôhoku Mathematical Journal 7: 14–66.
- 1955. The construction and study of certain important algebras, Publ. Math. Soc. Japan.[6]
- 1956. Fundamental concepts of algebra, Acad. Press.[7]
- 1956-1958. "Classification des groupes de Lie algébriques", Séminaire Chevalley, Secrétariat Math., 11 rue P. Curie, Paris; revised edition by P.Cartier, Springer-Verlag, 2005.
- 1958. Fondements de la géométrie algébrique, Secrétariat Math., 11 rue P. Curie, Paris.